# Pawłówek (powiat kaliski)
Pawłówek – wieś w Polsce położona w województwie wielkopolskim, w powiecie kaliskim, w gminie Blizanów.
W latach 1975–1998 miejscowość położona była w województwie kaliskim.
„Pawłówek (4km), według dokumentów wieś ta w r. 1579 należała do Rafała Brzechwy. W końcu XVII w. arcyb. Karnkowski (założyciel kolegium jezuitów w Kaliszu), nadał Jezuitom wsie Pawłówek i Kokanin, które do r. 1774 pozostawały własnością zakonu.”
Istnieją od niedawna trzy ulice:
– ul. Adama Asnyka
– ul. Marii Dąbrowskiej, ul. Czesława Miłosza
W Pawłówku znajduje się kilku dużych przedsiębiorców m.in.:
- spożywcze: Agrico Sp.z o.o., PW Aldi
- inne: Ulpol Sp.j. BHP CONSULTING